# Marrone HT
Il marrone HT, anche conosciuto con il nome bruno HT e la sigla E155, è un colorante alimentare artificiale. È un liquido sintetico simile a quello prodotto nella distillazione del carbone, ed è un colorante azotato.

## Uso
Il marrone HT viene specialmente utilizzato nei cibi contenenti cioccolato da panetteria e pasticceria, ma anche per:
- sostituire i colori persi durante la preparazione (come nella frutta e nella verdura)
- rafforzare il colore dei prodotti che tendono a sfumare (come salse e bibite)
- assicurare un colore brillante ai prodotti (come i dolci e dessert)
- rendere il sapore caratteristico più riconoscibile (come negli sciroppi sintetici)

### Alternative
Le alternative all'utilizzo di questo colorante sono: l'introduzione di cibi coloranti (barbabietola), agenti coloranti naturali (beta-carotene) o coloranti sintetici permessi e non nocivi.

## Patologie
Il marrone HT è uno dei coloranti che il Gruppo di supporto per i bambini iperattivi consiglia di eliminare dalla dieta dei bambini.
Sembra causare reazioni allergiche e di intolleranza, in particolar modo per coloro i quali sono intolleranti all'aspirina e soffrono d'asma: il marrone HT è infatti un liberatore di istamine.
Assunto in combinazione con i benzoati è causa di iperacidità nei bambini.

## Permessi
Il suo uso è proibito in Australia, Austria, Belgio, Danimarca, Francia, Germania, Norvegia, Svezia, Svizzera e negli Stati Uniti.